# 8月7日
8月7日（はちがつなのか）は、グレゴリオ暦で年始から219日目（閏年では220日目）にあたり、年末まであと146日ある。

## できごと

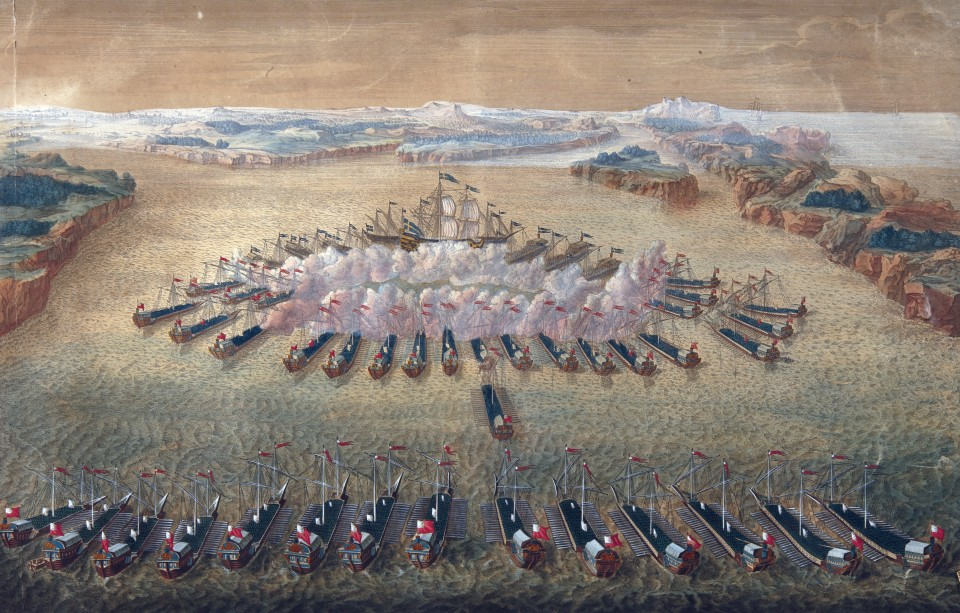
大北方戦争、ハンゲの海戦(1714)

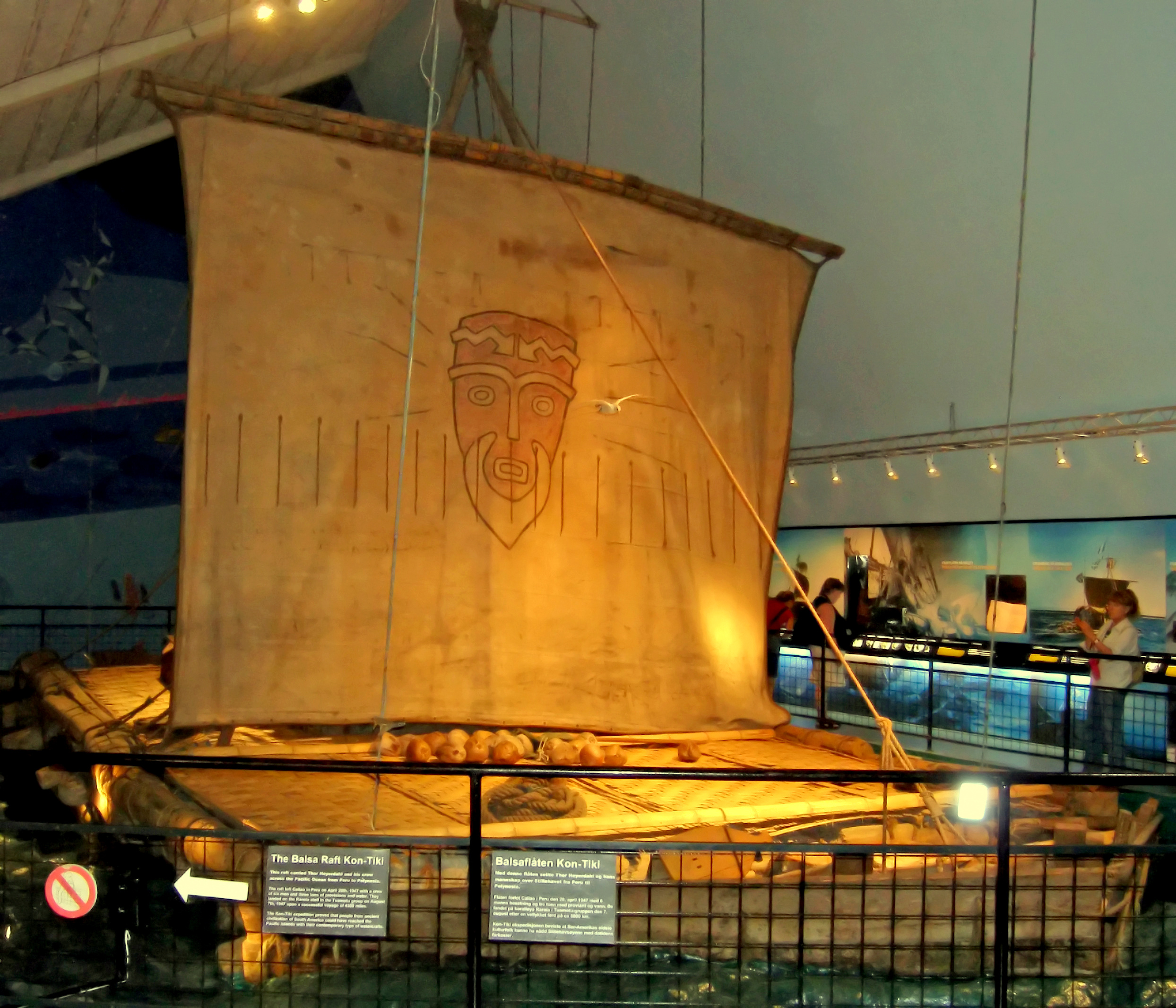
アメリカ・インディアンがポリネシアに渡った可能性を検証する筏コンティキ号、ツアモツ諸島に到着(1947)。

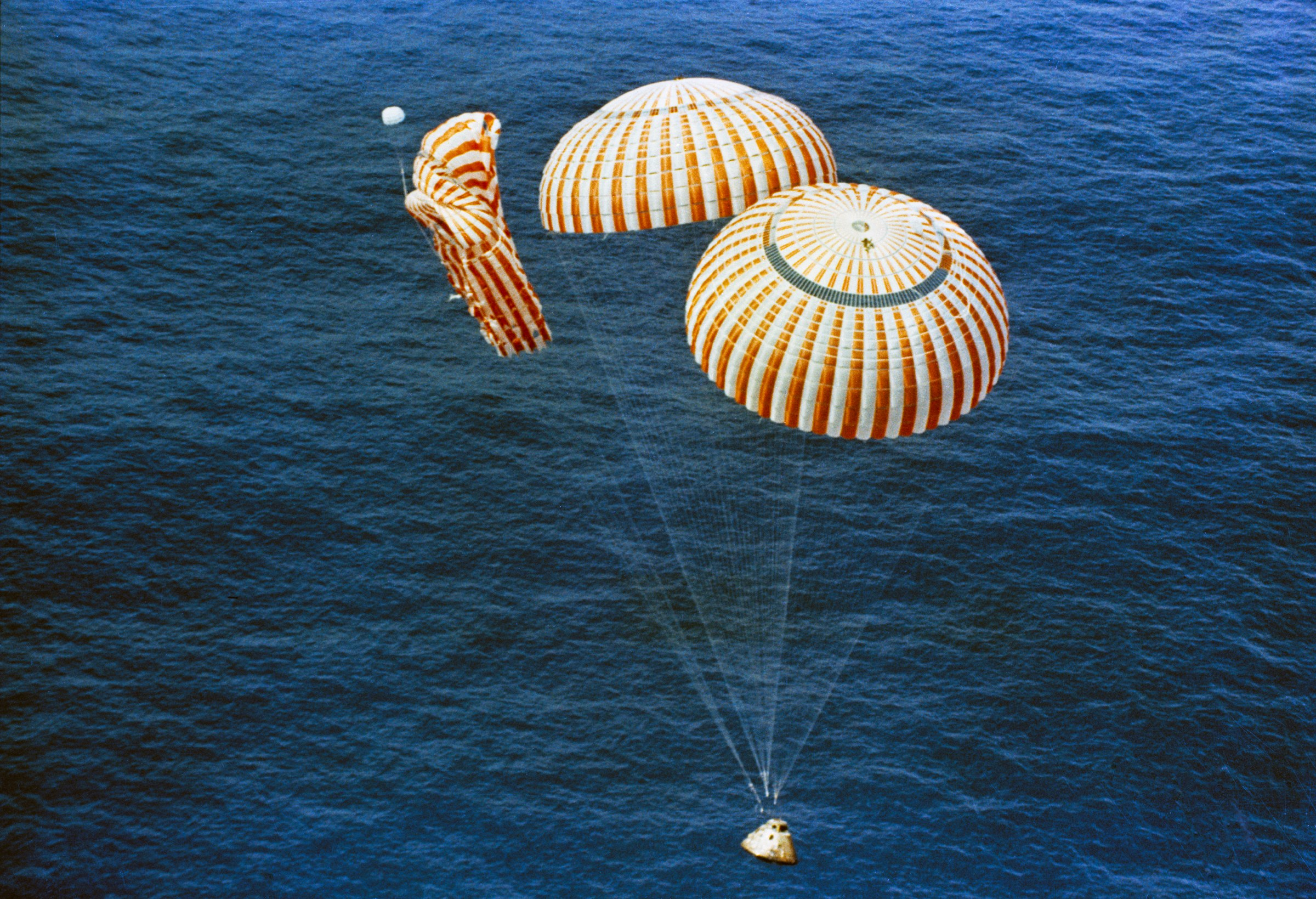
1971年太平洋に着水するアポロ15号。

- 936年 - 東フランク王オットー1世（後の神聖ローマ皇帝）が、アーヘンで戴冠される。
- 1485年 - 薔薇戦争: ブルターニュに逃れていた後のイングランド王ヘンリー7世がミルフォードヘイブンに上陸。同伴していた傭兵たちからイングランドに粟粒熱がもたらされる。
- 1576年（天正4年7月13日） - 第一次木津川口の戦い
- 1615年（慶長20年閏6月13日）- 江戸幕府が一国一城令を発令。
- 1714年（ユリウス暦7月27日） - 大北方戦争: ハンゲの海戦
- 1721年（享保6年7月15日） - 大坂・竹本座で近松門左衛門の人形浄瑠璃『女殺油地獄』が初演。
- 1789年 - アメリカ合衆国陸軍省が設立される[1]。
- 1801年（享和元年6月28日） - 富山元十郎らが千島列島のウルップ島に「天長地久大日本属島」の標柱を立てる[2]。
- 1819年 - コロンビア独立戦争: ボヤカの戦い
- 1821年（文政4年7月10日）- 伊能忠敬らによって作られた日本地図「大日本沿海輿地全図」が江戸幕府に献上される。
- 1830年 - フランス7月革命の終結により、ルイ・フィリップがフランス国王に就任し、7月王政が成立。
- 1839年 - プルコヴォ天文台が設立される。
- 1905年 - 長崎県五島列島周辺で、台風の接近に伴い珊瑚採取船が多数沈没。死者219人[3]。
- 1940年 - 第二次世界大戦: ドイツがフランス領のアルザス＝ロレーヌを編入。
- 1942年 - 第二次世界大戦・ソロモン諸島の戦い: フロリダ諸島の戦いが終結。
- 1942年 - 第二次世界大戦・ソロモン諸島の戦い: アメリカ軍がガダルカナル島に上陸。ガダルカナルの戦いが始まる。
- 1943年 - 第二次世界大戦・独ソ戦: スモレンスクの戦いが始まる。
- 1944年 - IBM製作による世界初の大規模自動デジタルコンピュータHarvard Mark Iがハーバード大学に到着。
- 1945年 - 第二次世界大戦・日本本土空襲: 豊川海軍工廠が空襲され、女子挺身隊員・国民学校児童ら2477人が死亡。
- 1945年 - 日本海軍が開発した日本初の国産ジェット機「橘花」が初飛行。
- 1947年 - コンティキ号がペルー - ポリネシア8,300kmの筏による太平洋漂流実験に成功。
- 1948年 - 本庄事件。埼玉県本庄町（現・本庄市）で、暴力団・警察・町議の癒着を報じた朝日新聞の記者が暴行を受ける。
- 1953年 - 電気事業及び石炭鉱業における争議行為の方法の規制に関する法律（スト規制法）公布・施行。
- 1955年 - 東京通信工業（現在のソニー）が日本初のトランジスタラジオTR-55を発売[4]。
- 1956年 - カリ爆発。
- 1959年 - アメリカの地球観測衛星エクスプローラー6号が打ち上げ。
- 1960年 - コートジボワールがフランスから独立。
- 1962年 - 南武線久地駅 - 津田山駅間の踏切で電車がトラックと衝突、続いて対向電車と二重衝突する事故が発生。乗客ら3人死亡、154人重軽傷[5]。
- 1964年 - ベトナム戦争: トンキン湾事件を受けアメリカ上・下院が「トンキン湾決議（英語版）」を採択しジョンソン大統領に戦時大権を付与、本格的な軍事介入が始まる。
- 1971年 - 警視総監公舎爆破未遂事件。
- 1971年 - アメリカの有人月宇宙船アポロ15号が地球に帰還[6]。
- 1974年 - アメリカ・ニューヨーク州・ニューヨーク市・マンハッタンで綱渡りの大道芸人フィリップ・プティが世界貿易センタービルで綱渡りをした[7]。
- 1976年 - アメリカの火星探査機バイキング2号が火星の軌道に投入。
- 1977年 - 有珠山が32年ぶりに噴火。
- 1982年 - 128年間刊行されてきた夕刊紙ワシントン・スターが廃刊。
- 1983年 - ヘルシンキで第1回世界陸上競技選手権大会が開幕。8月14日まで。
- 1983年 - 衆議院旧京都2区補欠選挙で、後に自民党総裁となる谷垣禎一が初当選を果たす。
- 1985年 - 毛利衛・内藤千秋・土井隆雄の3名が日本人初の宇宙飛行士に選ばれる[8]。
- 1991年 - 新日本プロレスの真夏の祭典「G1 CLIMAX」第一回大会が両国国技館で開幕。
- 1993年 - avex rave '93（a-nationの前身イベント）が東京ドームで開催。5万人規模の屋内ディスコイベント。
- 1995年 - ヨーテボリの1995年世界陸上競技選手権大会・三段跳で、ジョナサン・エドワーズが史上初めて18mを超える18m29を記録。
- 1997年 - パンパシフィックホテル横浜が横浜市西区みなとみらいに開業。
- 1998年 - ケニアの首都ナイロビ・タンザニアの首都ダルエスサラームでほぼ同時刻にアメリカ大使館爆破事件が起こる。
- 1999年 - 第二次チェチェン紛争: ロシア連邦において、チェチェン独立派テロリストが停戦協定を破りダゲスタン共和国へ侵攻。第二次チェチェン紛争が勃発[9]。
- 2002年 - アメリカ独立戦争に参戦したフランスの軍人ラファイエットに対し、アメリカ政府がアメリカ名誉市民権を授与。
- 2002年 - 東京・神奈川県境の多摩川でアゴヒゲアザラシを発見、多摩川にちなんで「タマちゃん」と名付けられ、連日ニュースで取上げられ話題となる。
- 2003年 - 在イラク・ヨルダン大使館で爆弾テロが発生。警察官を含む17名が死亡。
- 2004年 - 北京のサッカーアジアカップ決勝でアウェーの大ブーイングの中、日本が中国を破り3度目の優勝を果たす[10]。
- 2005年 - 横浜ベイスターズの佐々木主浩投手が現役引退を表明。8月9日に最終登板。
- 2006年 - 兵庫県丹波市の篠山層群より、白亜紀の恐竜であるティタノサウルスのほぼ全身の化石が発見され、後に丹波竜と命名される[11]。
- 2008年 - 南オセチア紛争勃発。
- 2009年 - 平成21年台風第8号が台湾東部の花蓮に上陸。死者・行方不明者758人、14万戸が浸水し、ほぼ一つの村が失われる50年来で最大の豪雨被害となった。
- 2016年 - リオデジャネイロオリンピック: カヌー男子スラロームC-1で、羽根田卓也が3位。同競技において日本人初かつ同種目ではアジア人初のメダル獲得。
- 2016年 - イチローがアジア人初のMLB通算3000本安打（史上30人目）を達成。
- 2020年 - インド南部ケーララ州コジコーデの空港で、乗客乗員191人を乗せたアラブ首長国連邦ドバイ発のエア・インディア・エクスプレス1344便が着陸に失敗。18人が死亡し、100人以上が重軽傷を負った。

## 誕生日

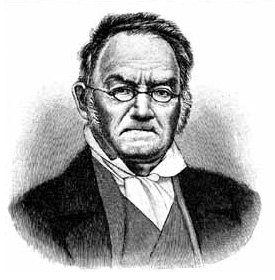
フンボルトと並ぶ「近代地理学の祖」、カール・リッター(1779-1859)誕生。

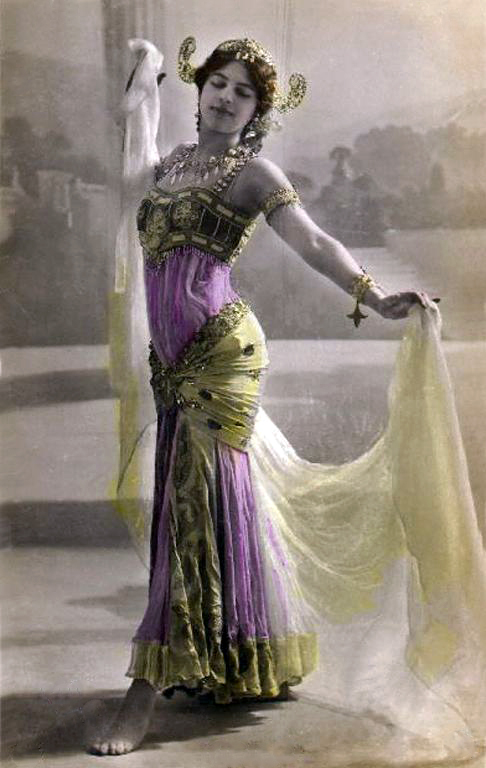
ダンサー・高級娼婦・スパイ、マタ・ハリ(1876-1917)誕生。

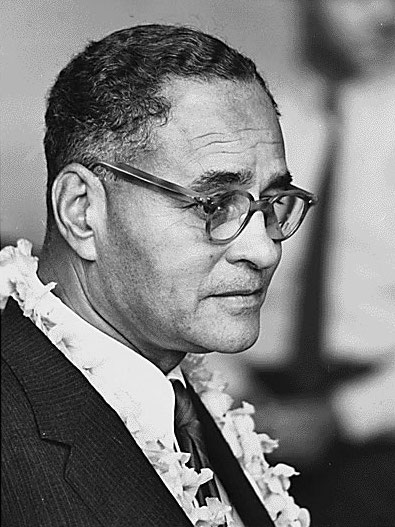
政治学者、外交官ラルフ・バンチ(1903-1971)誕生。黒人初のノーベル賞受賞者（平和賞）。

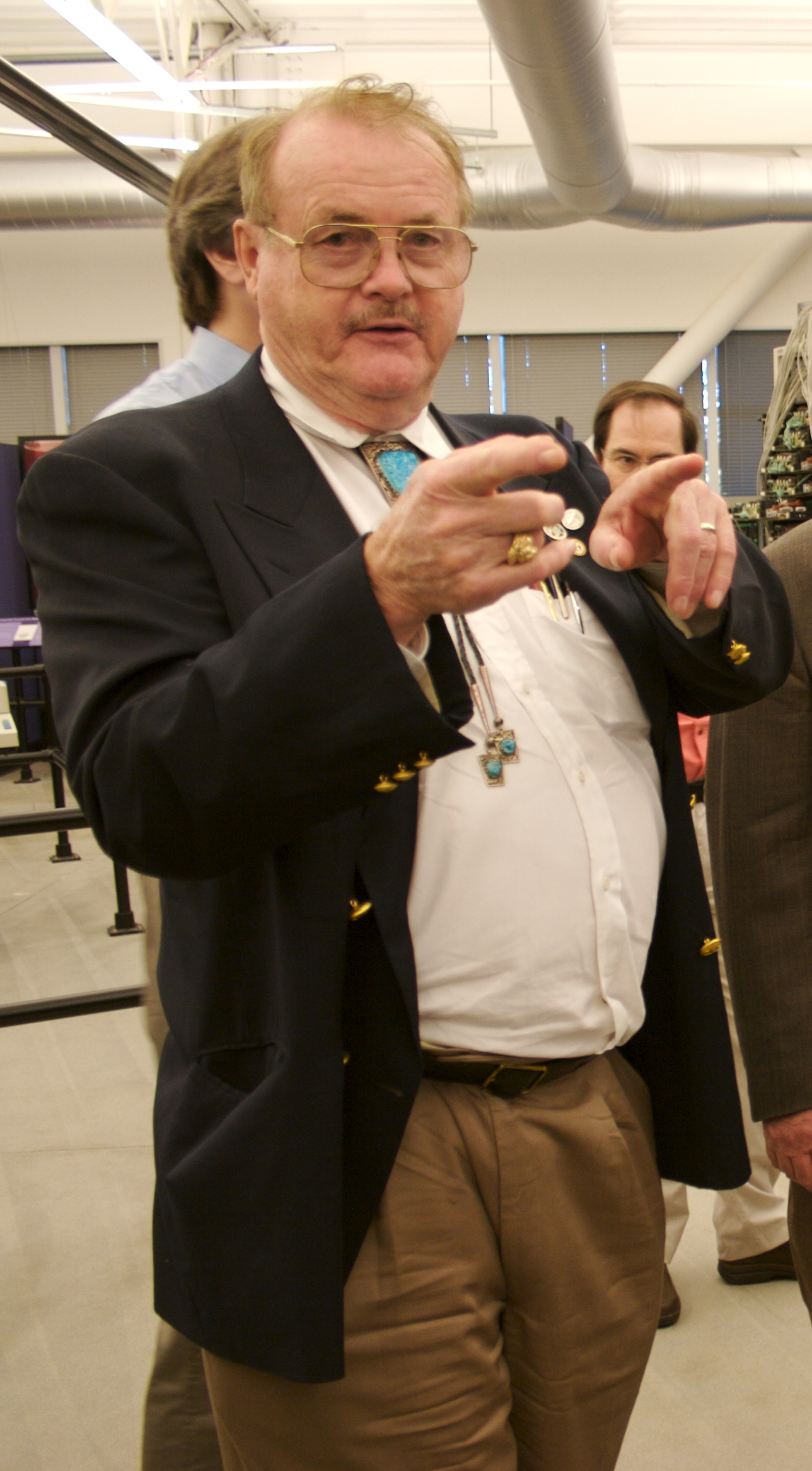
SF作家、ジェリー・パーネル(1933-2017)誕生。

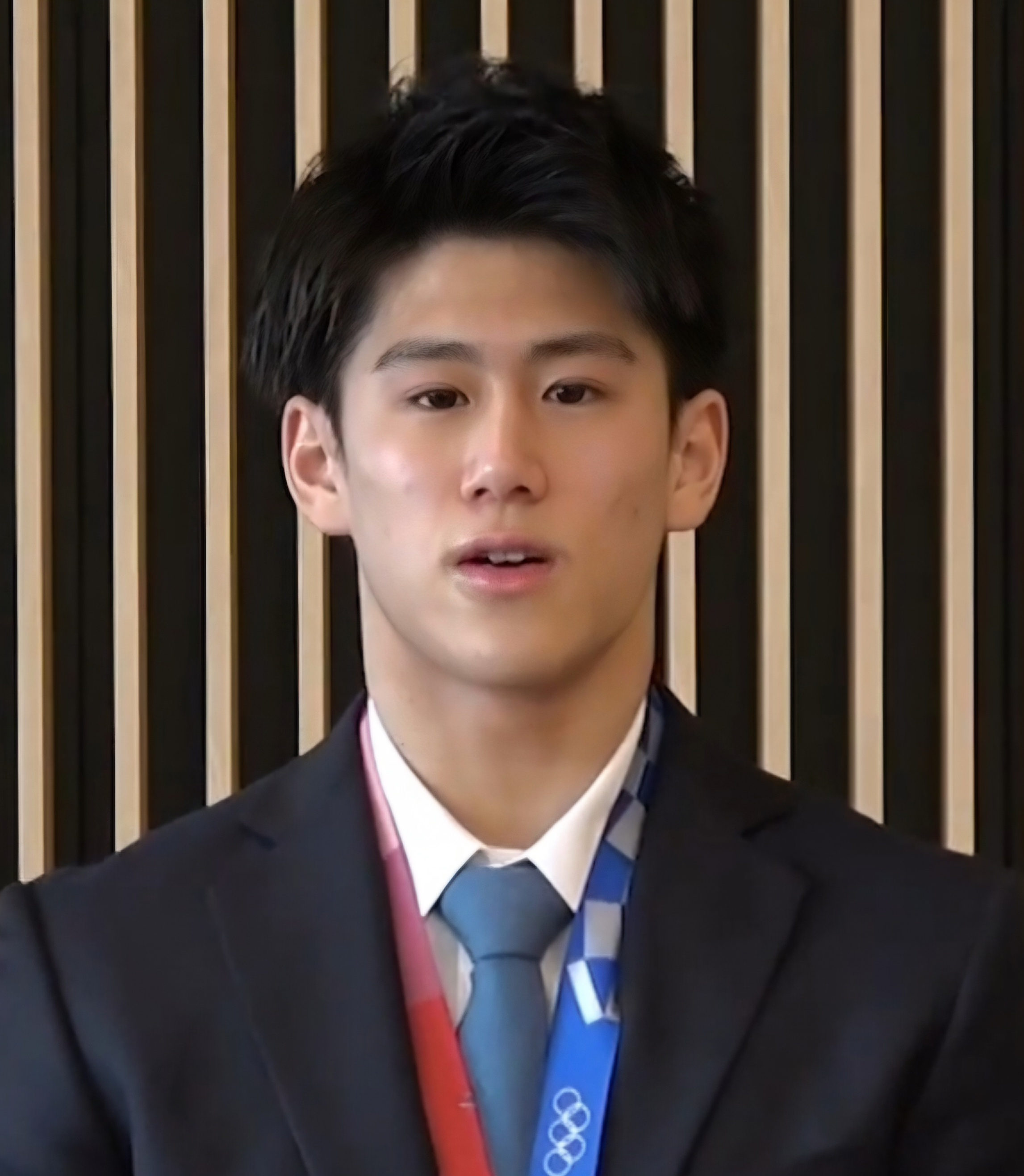
体操選手橋本大輝(2001-)誕生。

- 317年 - コンスタンティウス2世、ローマ皇帝（+ 361年）
- 1282年 - エリザベス・オブ・リズラン、イングランドの王族（+ 1316年）
- 1513年（永正10年7月7日） - 四辻季遠、公卿（+ 1575年）
- 1560年 - エリザベート・バートリ（バートリ・エルジェーベト）、ハンガリー王国貴族、吸血鬼伝説のモデル（+ 1614年）
- 1571年 - トマス・ルポ、作曲家・ヴァイオル奏者（+ 1627年）
- 1590年 - カール・フォン・エスターライヒ (1590-1624)、オーストリア大公家の大公（Erzherzog）、神聖ローマ皇帝フェルディナント2世の末弟（+ 1624年）
- 1613年 - ウィレム・フレデリック (ナッサウ＝ディーツ侯)、フリースラント州、フローニンゲン州、ドレンテ州の総督（+ 1664年）
- 1619年 - アンナ・カタジナ・コンスタンツィア・ヴァザ、プファルツ＝ノイブルク公子フィリップ・ヴィルヘルムの最初の妃（+ 1651年）
- 1622年（元和8年7月1日）- 松平頼重、高松藩主（+ 1695年）
- 1644年（寛永21年7月5日）- 酒井忠義、庄内藩主（+ 1681年）
- 1649年 - カール・ヨーゼフ・フォン・エスターライヒ (1649-1664)、オーストリア大公家の大公（+ 1664年）
- 1665年（寛文5年6月26日）- 松平直丘、母里藩主（+ 1713年）
- 1702年 - ムハンマド・シャー (ムガル皇帝)、ムガル帝国の君主（+ 1748年）
- 1726年 - ジェイムズ・ボーディン、政治家（+ 1790年）
- 1742年 - ナサニエル・グリーン、軍人（+ 1786年）
- 1751年 - ヴィルヘルミーネ、オラニエ公ウィレム5世の妃（+ 1820年）
- 1779年 - カール・リッター、地理学者（+ 1859年）
- 1802年 - ジェルマン・アンリ・ヘス、化学者（+ 1850年）
- 1822年 - マリア・カレルギス、貴族女性、ピアニスト、芸術の後援者（+ 1874年）
- 1832年 - ユリウス・エプシュタイン、ピアニスト（+ 1926年）
- 1841年 - アンドリュー・コンモン、天文学者（+ 1903年）
- 1842年（天保13年7月2日）- 伊藤忠兵衛 (初代)、実業家、伊藤忠商事・丸紅創業者（+ 1903年）
- 1846年 - ヘルマン・パウル、言語学者、文献学者（+ 1921年）
- 1859年 - ヒョードル・シェーフテリ、建築家（+ 1926年）
- 1862年 - ヴィクトリア、スウェーデン王グスタフ5世の妃（+ 1930年）
- 1862年 - アンリ・ル・シダネル、画家（+ 1939年）
- 1867年 - エミール・ノルデ、画家（+ 1956年）
- 1868年 - グランヴィル・バントック、作曲家、音楽教師（+ 1946年）
- 1870年 - グスタフ・クルップ、実業家（+ 1950年）
- 1876年 - マタ・ハリ、スパイ（+ 1917年）
- 1876年 - ジョン・オーガスト・アンダースン、天文学者（+ 1959年）
- 1877年 - ウルリッヒ・サルコウ、フィギュアスケート選手（+ 1949年）
- 1878年 - 2代目野村徳七、実業家（+ 1945年）
- 1879年 - 国木田治子、小説家（+ 1962年）
- 1879年 - 沢田利吉、実業家、政治家（+ 1944年）
- 1879年 - エミール・シャンピオン、陸上競技選手（+ 1920年）
- 1881年 - フランソワ・ダルラン、海軍軍人、政治家（+ 1942年）
- 1883年 - ヨアヒム・リンゲルナッツ、詩人、作家、画家（+ 1934年）
- 1884年 - ビリー・バーク、女優（+ 1970年）
- 1884年 - ニコライ・トリイク、画家、版画家（+ 1940年）
- 1885年 - 豊田貞次郎、海軍軍人（+ 1961年）
- 1887年 - ビル・マケシュニー、元プロ野球選手（+ 1965年）
- 1889年 - レオン・ブリルアン、物理学者（+ 1969年）
- 1890年 - 川原田政太郎、工学者（+ 1983年）
- 1890年 - エリザベス・フリン、労働運動家、社会運動家、政治家、フェミニスト（+ 1964年）
- 1891年 - 鳩彦王妃允子内親王、皇族（+ 1933年）
- 1896年 - 赤松要、経済学者（+ 1974年）
- 1900年 - アラン・ヘルフリッチ、陸上競技選手（+ 1994年）
- 1901年 - ユリア・ソーンツェワ、映画監督、脚本家、映画プロデューサー、女優（+ 1989年）
- 1902年 - ダグラス・ロウ、元陸上競技選手（+ 1981年）
- 1902年 - アン・ハーディング、女優（+ 1981年）
- 1903年 - 諸井三郎、作曲家（+ 1977年）
- 1903年 - ルイス・リーキー、古人類学者（+ 1972年）
- 1903年 - ラルフ・バンチ、政治学者（+ 1971年）
- 1904年 - ネルソン・グッドマン、哲学者（+ 1998年）
- 1904年 - 澤瀉久敬、哲学者（+ 1995年）
- 1904年 - 武見太郎、第11代日本医師会会長（+ 1983年）
- 1904年 - ラルフ・バンチ、政治学者、外交官（+ 1971年）
- 1911年 - 鈴木省吾、政治家、第44代法務大臣（+ 1999年）
- 1911年 - ニコラス・レイ、映画監督（+ 1979年）
- 1912年 - 北島正元、歴史学者（+ 1983年）
- 1913年 - 北井正雄、元プロ野球選手（+ 1937年）
- 1914年 - 藤島茂、彫刻家（+ 1990年）
- 1915年 - 清水房雄、歌人（+ 2017年）
- 1917年 - チャールズ・シブリー、生物学者（+ 1998年）
- 1917年 - メルヴィン・エヴァンス、政治家、医師（+ 1984年）
- 1919年 - キム・ボルイ、バス歌手、作曲家（+ 2000年）
- 1920年 - 塚本邦雄、歌人（+ 2005年）
- 1920年 - エドゥアール・クラビニスキ、自転車競技（ロードレース）選手（+ 1997年）
- 1921年 - カレル・フサ、作曲家（+ 2016年）
- 1921年 - 二瀬山勝語、元大相撲力士（+ 1975年）
- 1921年 - マニタス・デ・プラタ、フラメンコギタリスト（+ 2014年）
- 1923年 - 司馬遼太郎、小説家（+ 1996年）
- 1923年 - 池田敏雄、コンピュータエンジニア（+ 1974年）
- 1923年 - 小島勝治、元プロ野球選手（+ 2001年）
- 1925年 - フリアン・オルボーン、作曲家（+ 1991年）
- 1927年 - 杉山光平、元プロ野球選手
- 1927年 - 萩中美枝、アイヌ文化研究家（+ 2021年）
- 1928年 - ジェームズ・ランディ、奇術師、疑似科学批判者（+ 2020年）
- 1928年 - スティーヴン・マーロウ、小説家（+ 2008年）
- 1929年 - ドン・ラーセン、元プロ野球選手（+ 2020年）
- 1929年 - ユーリー・チェルニチェンコ、作家、小説家、エッセイスト（+ 2010年）
- 1930年 - ヴェリヨ・トルミス、作曲家（+ 2017年）
- 1930年 - ジャック・ブルームフィールド、元プロ野球選手（+ 2025年）
- 1931年 - 藤田元司、元プロ野球選手、監督（+ 2006年）
- 1931年 - ジャック・グッド、テレビプロデューサー、音楽家
- 1932年 - 砂塚秀夫、俳優
- 1932年 - 清元梅吉 (4代目)、清元節三味線方、作曲家（+ 2023年）
- 1932年 - エドワード・ハードウィック、俳優（+ 2011年）
- 1932年 - アベベ・ビキラ、マラソン選手（+ 1973年）
- 1933年 - ジェリー・パーネル、SF作家（+ 2017年）
- 1933年 - エリノア・オストロム、政治学者、経済学者（+ 2012年）
- 1935年 - 三木淳夫、実業家、山一證券元社長（+ 2006年）
- 1935年 - ローランド・カーク、 ジャズ・ミュージシャン（+ 1977年）
- 1936年 - 増岡弘、声優 （+ 2020年）
- 1936年 - 杉山登志、CMディレクター（+ 1973年）
- 1938年 - ジョルジェット・ジウジアーロ、工業デザイナー
- 1938年 - 王建煊、政治家
- 1939年 - ミッキー・カンター、政治家、弁護士、民間企業役員
- 1940年 - 荘則棟、卓球選手（+ 2013年）
- 1940年 - ジャン＝リュック・デハーネ、政治家（+ 2014年）
- 1940年 - 山本圭子、声優（+ 2024年）
- 1941年 - 依本悟、元アナウンサー
- 1941年 - フランコ・コロンボ、ボディビルダー、俳優（+ 2019年）
- 1942年 - 高池勝彦、弁護士
- 1942年 - 平野眞一、工学者
- 1942年 - トビン・ベル、俳優
- 1942年 - カエターノ・ヴェローゾ、シンガーソングライター、ギタリスト
- 1942年 - B・J・トーマス、歌手（+ 2021年）
- 1942年 - マサ斎藤、プロレスラー、解説者、選手アドバイザー（+ 2018年）
- 1942年 - カルロス・モンソン、プロボクサー（+ 1995年）
- 1943年 - ヴァレリー・ニポムニシ、元サッカー選手、指導者
- 1943年 - ムハンマド・バディーウ、学者、政治家
- 1943年 - アラン・コルノー、映画監督、脚本家（+ 2010年）
- 1944年 - 菅原孝、歌手（ビリーバンバン）
- 1944年 - ジョン・グローヴァー、俳優
- 1944年 - ロバート・モラー、法律家、司法官僚
- 1945年 - アラン・ペイジ、元アメリカンフットボール選手、裁判官
- 1946年 - 草壁政治、プロゴルファー
- 1946年 - ジョン・C・マザー、天体物理学者
- 1947年 - 桂南喬、落語家
- 1947年 - ソフィーヤ・ロタール、歌手
- 1947年 - 伊藤正信、元プロ野球選手
- 1947年 - ケリー・レイド、元プロテニス選手
- 1947年 - アマンゲリドゥイ・ムラリエフ、政治家
- 1948年 - アンリ菅野、歌手（+ 2000年）
- 1948年 - ジェームズ・P・アリソン、免疫学者
- 1948年 - フレッド・ブラウン、バスケットボール選手
- 1948年 - ダン・ハルツ、軍人
- 1949年 - 堀田芳信、プロ野球選手
- 1949年 - 酒寄雅志、歴史学者（+ 2021年）
- 1950年 - ロドニー・クロウエル、ミュージシャン
- 1950年 - デーブ・ウォットル、陸上競技選手
- 1950年 - マーク・アーウィン、撮影監督
- 1950年 - ケーサイ・ノート、政治家、マーシャル諸島共和国第3代大統領
- 1952年 - キース・キスト、サッカー選手、指導者
- 1953年 - 小野次郎、政治家
- 1953年 - 新保博久、ミステリー評論家
- 1953年 - 桑名正博、歌手（+ 2012年）
- 1954年 - 西銘恒三郎、政治家
- 1954年 - フランシスコ・グテレス、政治家、東ティモール第4代大統領
- 1954年 - ジョナサン・ポラード、工作員
- 1954年 - ヴァレリー・ガザエフ、サッカー選手、指導者
- 1954年 - 中井康之、元プロ野球選手（+ 2014年）
- 1955年 - ウラジーミル・ソローキン、小説家
- 1955年 - ウェイン・ナイト、俳優
- 1955年 - 宮本陽一郎、英米文学者、筑波大学名誉教授、放送大学教授
- 1956年 - 大谷千正、作曲家、音楽学者
- 1956年 - 真下紀子、政治家
- 1956年 - ハンス・エノクセン、政治家
- 1957年 - 尾花髙夫、元プロ野球選手、監督
- 1957年 - アレクサンドル・ディチャーチン、体操選手
- 1958年 - 池下ユミ、元プロレスラー
- 1958年 - ブルース・ディッキンソン、ミュージシャン
- 1958年 - ラッセル・ベイズ、騎手
- 1958年 - 高橋俊昌、雑誌編集者、週刊少年ジャンプ第7代編集長（+ 2003年）
- 1959年 - 内田春菊、漫画家、小説家、女優
- 1960年 - 間宮厚司、日本語学者
- 1960年 - デイヴィッド・ドゥカヴニー、俳優
- 1960年 - スティーヴン・ロークス、元自転車競技（ロードレース）選手
- 1961年 - ゲジーネ・レッチュ、政治家
- 1961年 - ウォルター・スウィンバーン、騎手（+ 2016年）
- 1962年 - 小林泰三、小説家
- 1962年 - アリソン・ブラウン、バンジョーおよびギター奏者
- 1962年 - マイケル・ヴァイカート、ギタリスト
- 1962年 - ブリュノ・ペルティエ、歌手
- 1962年 - アラン・ロベール、フリークライマー
- 1963年 - 五十嵐三南子、女優
- 1963年 - 平田広明、声優
- 1963年 - 未知やすえ、お笑い芸人
- 1963年 - ハロルド・ペリノー・ジュニア、俳優
- 1964年 - 白部由起夫、俳優
- 1964年 - ギュウゾウ、タレント（電撃ネットワーク）
- 1964年 - 朝原雄三、映画監督、脚本家
- 1965年 - 大和武士、俳優
- 1965年 - 秋本理央、元タレント
- 1965年 - 佐藤真一、元プロ野球選手
- 1965年 - ジョニー・スミス、プロレスラー
- 1965年 - エリザベス・マンリー、フィギュアスケート選手
- 1965年 - ジョスリン・アングロマ、元サッカー選手
- 1966年 - 大岡千嘉子、元アナウンサー
- 1966年 - ジミー・ウェールズ、ウィキペディア創始者
- 1966年 - クリスティン・ハーシュ、シンガーソングライター
- 1967年 - 生島淳、スポーツライター、スポーツジャーナリスト
- 1967年 - 古賀道人、元プロ野球選手
- 1967年 - シャーロット・ルイス、女優
- 1967年 - エフゲニー・プラトフ、フィギュアスケート選手
- 1967年 - エドアルド・コスタ、ファッションモデル、俳優、起業家
- 1968年 - マルティン・マックス、元サッカー選手
- 1969年 - ポール・ランバート、サッカー選手、指導者
- 1969年 - ハリド・ブーラミ、陸上競技選手
- 1969年 - アレクセイ・スルタノフ、ピアニスト（+ 2005年）
- 1970年 - 桜井聖、俳優
- 1970年 - 増田セバスチャン、アートディレクター、アーティスト
- 1970年 - 大山昌宏、政治家
- 1970年 - グレッグ・パークル、プロ野球選手
- 1971年 - 上田燿司、声優
- 1971年 - 三遊亭彩大、落語家
- 1971年 - グレゴール・フッカ、元プロバスケットボール選手
- 1972年 - 足立夏海、俳優、振付師
- 1972年 - 千葉美加、歌手、俳優
- 1972年 - 鳥居塚伸人、元プロサッカー選手、指導者
- 1972年 - ジェリー・ペニャロサ、プロボクサー
- 1973年 - ダニー・グレーブス、元プロ野球選手
- 1973年 - ケヴィン・マスカット、元サッカー選手、指導者
- 1974年 - ビビアーニ大野、ファッションモデル
- 1974年 - マイケル・シャノン、俳優
- 1975年 - てつじ、お笑いタレント（シャンプーハット）
- 1975年 - 立川志ら鈴、落語家
- 1975年 - 石原英康、元プロボクサー
- 1975年 - シャーリーズ・セロン、女優
- 1975年 - ハンス・マシソン、俳優
- 1975年 - エドガー・レンテリア、元プロ野球選手
- 1975年 - ジム・ファン・フェッセム、元サッカー選手
- 1976年 - 彩乃かなみ、女優、歌手、元宝塚歌劇団月組トップ娘役
- 1976年 - 坂口千夏、アナウンサー
- 1976年 - ディミトリス・エレフセロプーロス、元サッカー選手、指導者
- 1976年 - シェーン・レクラー、元アメリカンフットボール選手
- 1976年 - アレハンドロ・ベリオ、プロボクサー
- 1977年 - 三坂知絵子、女優
- 1977年 - 加藤誉子、画家、元お笑いタレント
- 1977年 - 依田光正、元サッカー選手、指導者
- 1977年 - アレクサンドラ・クルジャク、ソプラノ歌手
- 1977年 - サマンサ・ロンソン、DJ、シンガーソングライター
- 1977年 - ミオドラグ・アンジェルコビッチ、元サッカー選手
- 1978年 - 髙橋信二、元プロ野球選手
- 1978年 - 呉建豪（ヴァネス・ウー）、歌手（F4）
- 1978年 - アレクサンドル・アジャ、映画監督、脚本家、映画プロデューサー
- 1978年 - リンゼイ・ドーン・マッケンジー、アダルトモデル、ポルノ女優
- 1979年 - 古賀誠史、元サッカー選手
- 1979年 - 笹田貴之、声優
- 1979年 - ネナド・ジョルジェビッチ、元サッカー選手
- 1980年 - 梶原雄太、お笑いタレント（キングコング）
- 1980年 - 菅沼誠也、ライトノベル作家
- 1980年 - 寺内健、飛込選手
- 1980年 - 巻誠一郎、元サッカー選手
- 1980年 - シェーン・オリオ、サッカー選手
- 1981年 - 朝赤龍太郎、元大相撲関脇、年寄8代高砂
- 1981年 - アンネリス・バルガス、バレーボール選手
- 1982年 - ウーイェイよしたか、お笑いタレント（スマイル）
- 1982年 - 鈴木久美子、アナウンサー
- 1982年 - 汾陽麻衣、アナウンサー
- 1982年 - アビー・コーニッシュ、女優
- 1982年 - ブリット・マーリング、脚本家、映画プロデューサー、映画監督、女優
- 1982年 - マルティン・ヴチッチ、ポップ歌手
- 1982年 - マルコ・メランドリ、モーターサイクル・ロードレースライダー
- 1982年 - ヤナ・クロチコワ、競泳選手
- 1982年 - ヴァシレイオス・スパヌリス、元バスケットボール選手、指導者
- 1982年 - フアン・マルティン・エルナンデス、元ラグビー選手
- 1983年 - アンドリー・グリフコ、自転車選手
- 1983年 - ダニー・アルヴェス、元サッカー選手
- 1983年 - レアンドロ・ギルヘイロ、柔道家
- 1983年 - ヤン・ハジェク、プロテニス選手
- 1984年 - 若林タカツグ、作曲家、編曲家
- 1984年 - 井上貴博、アナウンサー
- 1984年 - アンヘル・ラフィタ、元サッカー選手
- 1984年 - ユン・ヒョンソク、自由主義者、人権活動家（+ 2003年）
- 1985年 - カナヘイ、イラストレーター
- 1985年 - 川口隼人、元プロ野球選手
- 1985年 - 川口寛人、元プロ野球選手
- 1985年 - ロイク・ペラン、元サッカー選手
- 1985年 - リック・ジェネスト、ファッションモデル、俳優（+ 2018年）
- 1986年 - 三森麻美、女優
- 1986年 - 富樫美鈴、声優
- 1986年 - 平野由希、グラビアアイドル、タレント
- 1986年 - 五十嵐隼士、元俳優
- 1986年 - 榎田大樹、元プロ野球選手
- 1986年 - 井上渉、元サッカー選手
- 1986年 - ジョーダン・ダンクス、プロ野球選手
- 1986年 - マルコス・ベキオナチ、プロ野球選手
- 1986年 - ヴァルテル・ビルサ、サッカー選手
- 1986年 - エフゲニー・グラドビッチ、プロボクサー
- 1987年 - 福井諒司、元サッカー選手
- 1987年 - シドニー・クロスビー、アイスホッケー選手
- 1987年 - カーク・ニューエンハイス、プロ野球選手
- 1987年 - ライアン・ラバーンウェイ、プロ野球選手
- 1987年 - アーサー・スティーブンソン、プロバスケットボール選手
- 1988年 - 加藤慶子、ラグビー選手
- 1988年 - 常幸龍貴之、元大相撲小結
- 1988年 - 島貫純、元プロサッカー選手
- 1988年 - メロディ・オリヴェリア、YouTuber
- 1988年 - カイル・ボタ、野球選手
- 1988年 - エリック・ピーテルス、サッカー選手
- 1988年 - デマー・デローザン、プロバスケットボール選手
- 1988年 - アニッカ・オーブレット、ポルノ女優
- 1989年 - 絹川愛、陸上競技選手、コスプレイヤー
- 1989年 - 並里成、プロバスケットボール選手
- 1989年 - 平田璃香子、元タレント（元SKE48）
- 1989年 - ハモン・ロペス、サッカー選手
- 1989年 - トミー・ケインリー、プロ野球選手
- 1989年 - デマー・デローザン、プロバスケットボール選手
- 1990年 - 石岡真衣、グラビアアイドル
- 1990年 - 寺家剛、お笑い芸人（バッテリィズ）
- 1990年 - 山口このみ、元タレント
- 1990年 - ジェシカ・クルザフスキー、フィギュアスケート選手
- 1990年 - ジュリアン・サヴェア、ラグビーユニオン選手
- 1991年 - 阿座上洋平、声優
- 1991年 - 新川麗、声優
- 1991年 - 谷野愛美、アイドル（まなみのりさ）
- 1991年 - 斉藤みやび、元タレント
- 1991年 - マイク・トラウト、プロ野球選手
- 1991年 - ルイス・サロム、オートバイレーサー
- 1991年 - アダム・イェーツ、自転車競技（ロードレース）選手
- 1991年 - サイモン・イェーツ、自転車競技選手
- 1991年 - カロル・ザレフスキ、陸上競技選手
- 1991年 - ロビン・フラインス、レーシングドライバー
- 1992年 - 土屋シオン、俳優
- 1992年 - 斉藤夏海、ファッションモデル
- 1992年 - 薮田和樹、プロ野球選手
- 1992年 - 夛田凌輔、サッカー選手
- 1992年 - 宮吉拓実、サッカー選手
- 1992年 - 村上昌謙、サッカー選手
- 1992年 - チャン・ギヨン、ファッションモデル、俳優
- 1992年 - サイモン・イェーツ、自転車競技選手
- 1992年 - アダム・イェーツ、自転車競技（ロードレース）選手
- 1992年 - アレックス・シャルク、サッカー選手
- 1992年 - ボウト・ベグホルスト、サッカー選手
- 1993年 - 高畑岬、俳優
- 1993年 - ふくらP、YouTuber（QuizKnock）、クイズプレイヤー
- 1993年 - アントン・エワルド、ポップシンガー、ダンサー、振付師
- 1993年 - 佐川ピン芸人、お笑い芸人
- 1993年 - 宮岡良丞、愛媛銀行職員
- 1994年 - 宮瀬七海、レースクイーン
- 1994年 - 加藤麻衣、政治家、人権活動家
- 1994年 - 安在和樹、サッカー選手
- 1994年 - 笠井崇正、元プロ野球選手
- 1994年 - 南要輔、元プロ野球選手
- 1995年 - 安藤笑、アイドル（Ange☆Reve)
- 1995年 - 納谷健、舞台俳優
- 1995年 - 金原亭馬吉、落語家
- 1995年 - 松本麻佑、バドミントン選手
- 1995年 - 齊藤誠人、元プロ野球選手
- 1995年 - 大津耀誠、元プロサッカー選手
- 1995年 - フロリアン・グリリッチュ、プロサッカー選手
- 1996年 - 藤吉優、元プロ野球選手
- 1996年 - 荒木隼人、プロサッカー選手
- 1996年 - 熊谷駿、元サッカー選手
- 1996年 - テッサ・アレン、女優
- 1996年 - リアム・ジェームズ、俳優
- 1996年 - ロウン、歌手、俳優
- 1996年 - ダニ・セバージョス、サッカー選手
- 1997年 - 天崎愉梨、女優
- 1997年 - 茂木慎之介、プロアイスホッケー選手
- 1997年 - カイラー・マレー、アメリカンフットボール選手
- 1997年 - ジュニーニョ・バクーナ、サッカー選手
- 1997年 - ジョーダン・トルナリガ、サッカー選手
- 1998年 - 中七海、将棋女流棋士
- 1998年 - 田口彩夏、アナウンサー
- 1998年 - 古賀優大、プロ野球選手
- 1998年 - 二葉エマ、AV女優
- 1998年 - 岬あずさ、元AV女優
- 1998年 - タビナス・ジェファーソン、プロサッカー選手
- 1999年 - 蛯原杏奈、競輪選手
- 1999年 - シドニー・マクラフリン、陸上競技選手
- 1999年 - デヤン・ヨヴェリッチ、サッカー選手
- 1999年 - ブライアン・ムベウモ、サッカー選手
- 2000年 - 伊原陵人、プロ野球選手
- 2000年 - ケビン・ウェケサ、ラグビーユニオン選手
- 2001年 - 大西流星[12]、アイドル（なにわ男子）
- 2001年 - 橋本大輝、体操選手
- 2001年 - 平野大和、プロ野球選手
- 2001年 - 月形はるひ、AV女優
- 2002年 - 蒔田彩珠、女優
- 2002年 - 田中裕理、タレント、気象予報士
- 2003年 - 梅山恋和、タレント、元アイドル（元NMB48）
- 2004年 - 石井蘭、アイドル、女優、歌手、パフォーマー（ME:I・元Girls2）
- 2006年 - 藤嶌果歩、アイドル（日向坂46）
- 生年不詳 - ごあきうえ、ファッションデザイナー
- 生年不詳 - 松岡恵美、歌手、モデル
- 生年不詳 - 岩澤桃子[13]、声優、ナレーター
- 生年不詳 - 横田砂選、声優、ナレーター
- 生年不詳 - 水野十子、漫画家

## 忌日

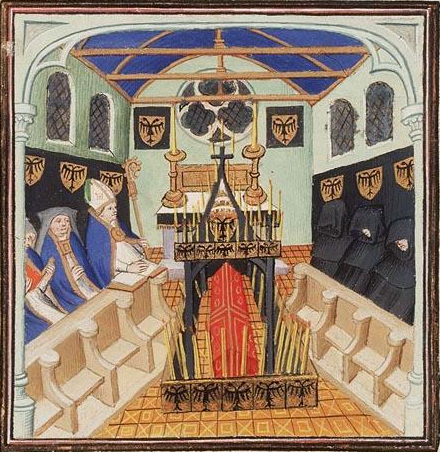
神聖ローマ皇帝ハインリヒ4世(1050-1106)没。

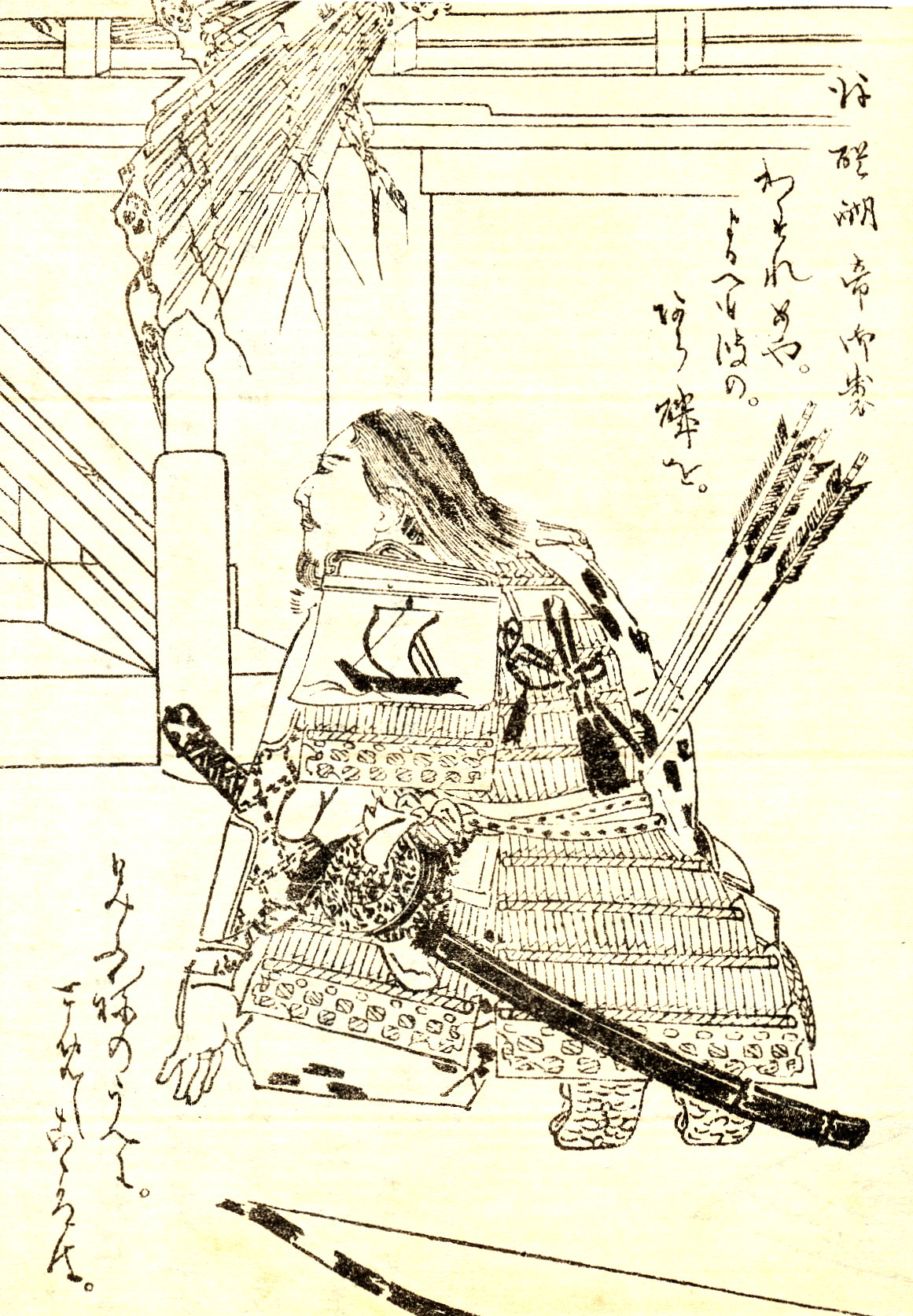
南北朝時代の武将名和長年(?-1336)戦死。

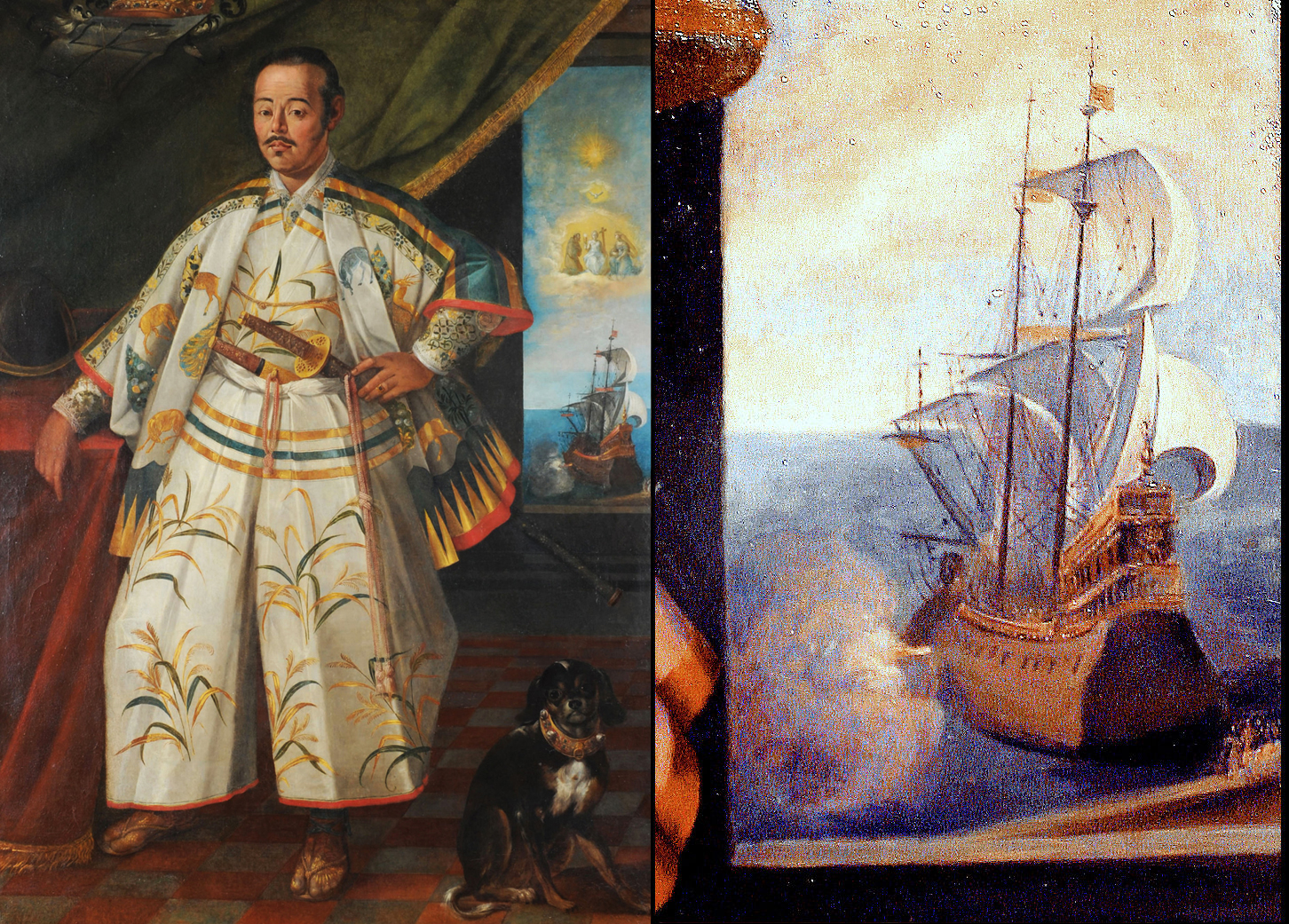
慶長遣欧使節団を率いた支倉常長(1571-1622)没。画像の船はサン・ファン・バウティスタ号。

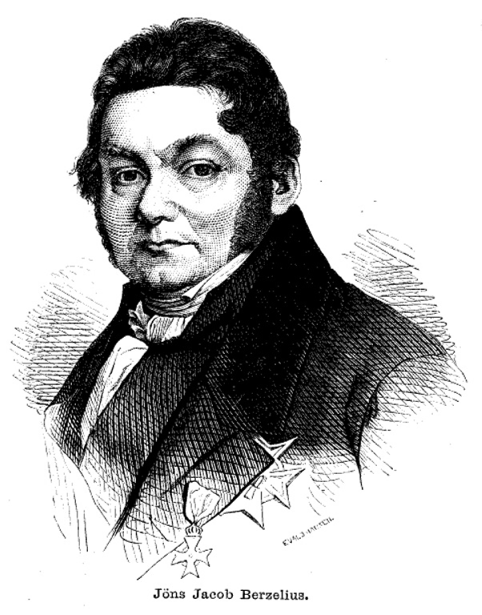
化学者イェンス・ベルセリウス(1779-1848)。アルファベットを用いた現代的な元素記号の表記法を考案。

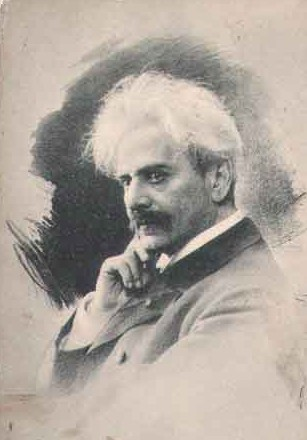
チェロ奏者・作曲家、ダーヴィト・ポッパー(1843-1913)没。

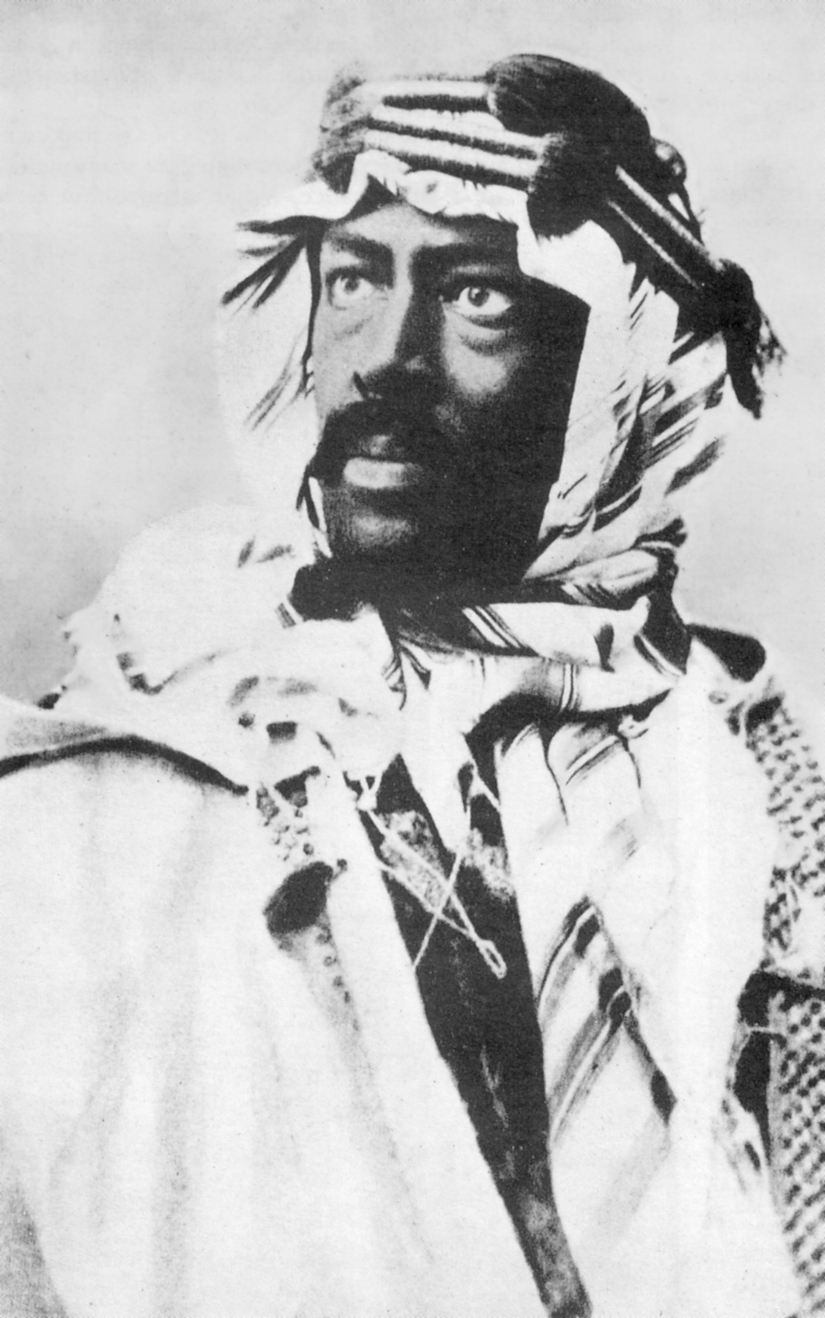
俳優・演出家コンスタンチン・スタニスラフスキー(1863-1938)没。

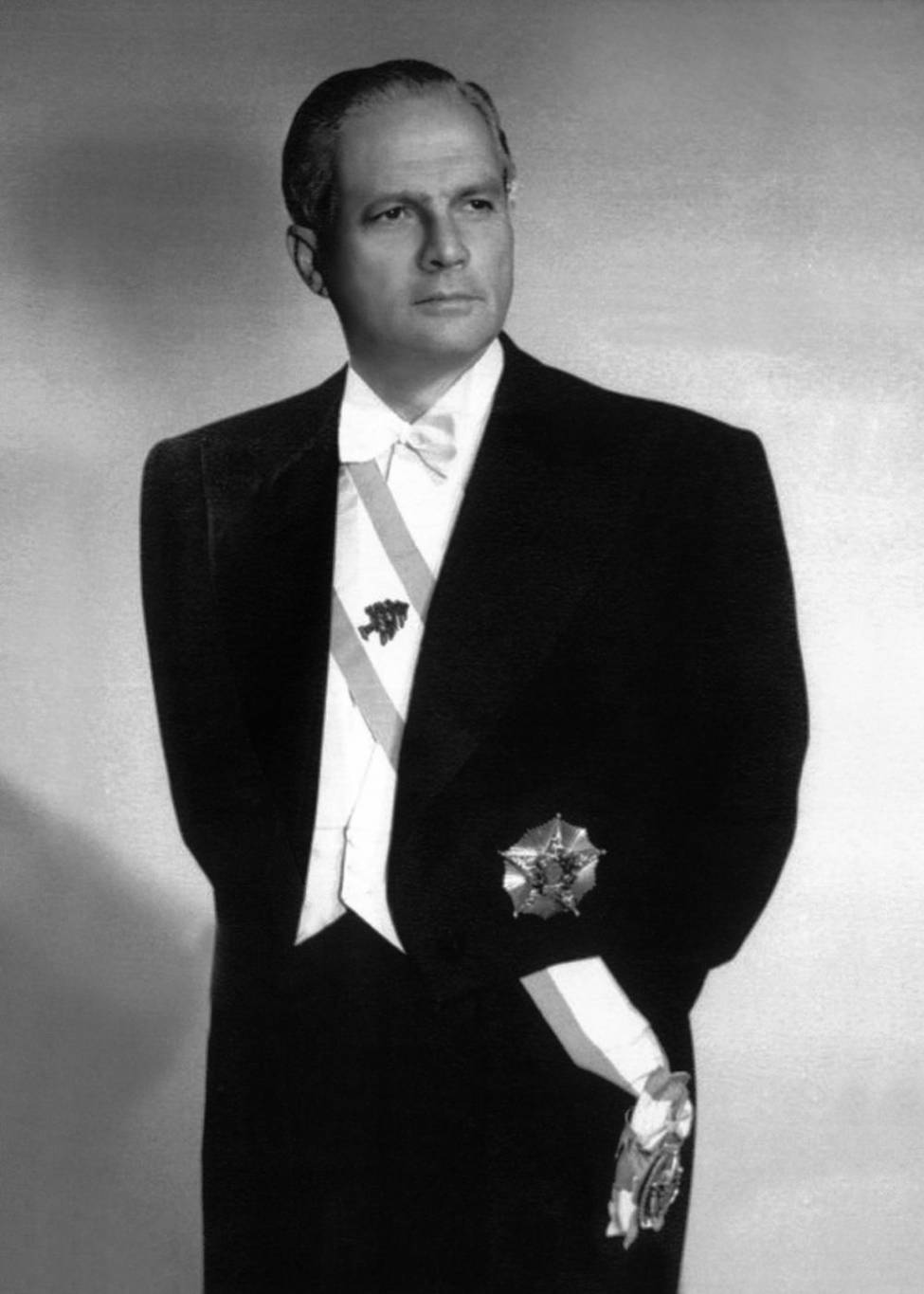
レバノンの政治家カミール・シャムーン(1900-1987)没。

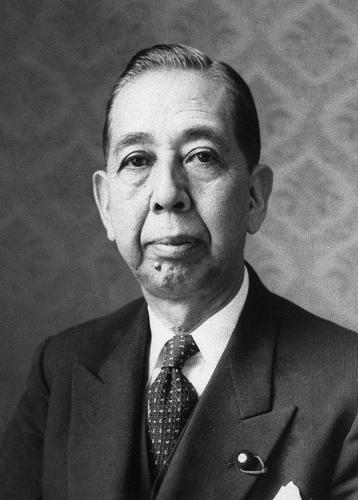
第56・57代日本国内閣総理大臣岸信介(1896-1987)没。

- 461年 - マヨリアヌス、西ローマ帝国の皇帝（* 420年）
- 1028年 - アルフォンソ5世 (レオン王)、レオン王（* 994年）
- 1106年 - ハインリヒ4世、神聖ローマ皇帝（* 1050年）
- 1284年（弘安7年6月25日）- 足利家時、御家人（* 1260年）
- 1336年（延元元年/建武3年6月30日）- 名和長年、武将
- 1359年（正平14年/延文4年7月13日）- 武田信武、守護大名（* 1292年）
- 1385年 - ジョーン・オブ・ケント、イングランドのエドワード黒太子の妃（* 1328年）
- 1491年 - ジャック・バルビロー、作曲家（* 1455年）
- 1560年 - アナスタシア・ロマノヴナ、モスクワ大公イヴァン4世（イヴァン雷帝）の妃
- 1614年（慶長19年7月2日）- 奥平忠政、加納藩主（* 1580年）
- 1616年 - ヴィンチェンツォ・スカモッツィ、建築家（* 1548年）
- 1622年（元和8年7月1日）- 支倉常長、仙台藩士（* 1571年）
- 1636年（寛永13年7月7日）- 鳥居忠恒、山形藩主（* 1604年）
- 1643年 - ヘンドリック・ブラウエル、オランダ東インド会社総督（* 1581年）
- 1649年 - マリア・レオポルディーネ、神聖ローマ皇帝フェルディナント3世の妃（* 1632年）
- 1652年 - ジョン・スミス、哲学者、神学者（* 1616年）
- 1661年 - 金聖嘆、文芸評論家（* 1610年）
- 1690年（元禄3年7月3日）- 慈山、僧（* 1637年）
- 1762年（宝暦12年6月18日）- 酒井忠与、小浜藩主（* 1721年）
- 1782年 - アンドレアス・ジギスムント・マルクグラフ（英語版）、化学者（* 1709年）
- 1785年 - ルイス・アントニオ・デ・ボルボーン・イ・ファルネシオ、王族（* 1727年）
- 1794年 - エトムント・アンゲラー、作曲家（* 1740年）
- 1795年（寛政7年6月23日）- 黒田斉隆、第9代福岡藩主（* 1777年）
- 1805年（文化2年7月13日）- 松平康乂、第6代津山藩主（* 1786年）
- 1809年 - ジョナサン・トランブル、政治家（* 1740年）
- 1817年 - ピエール＝サミュエル・デュ・ポン・ド・ヌムール、ジャーナリスト、重農主義の経済思想家、政治家（* 1739年）
- 1820年 - エリザ・ボナパルト、トスカーナ大公（* 1777年）
- 1821年 - キャロライン、イギリス王ジョージ4世の妃（* 1768年）
- 1834年 - ジョゼフ・マリー・ジャカール、発明家（* 1752年）
- 1848年 - イェンス・ベルセリウス、化学者（* 1779年）
- 1855年 - マリアノ・アリスタ、政治家、軍人（* 1802年）
- 1864年 - 李秀成、太平天国の指導者の一人（* 1823年）
- 1893年 - アルフレード・カタラーニ、作曲家（* 1854年）
- 1898年 - ジェームズ・ホール、地質学者、古生物学者（* 1811年）
- 1898年 - ゲオルク・エーバース、エジプト学者、小説家（* 1837年）
- 1899年 - ヤコブ・マリス、画家（* 1837年）
- 1900年 - ヴィルヘルム・リープクネヒト、政治家（* 1826年）
- 1901年 - オレステ・バラティエリ、軍人（* 1841年）
- 1904年 - 市川左團次 (初代)、歌舞伎役者（* 1842年）
- 1905年 - アレクサンダー・メルヴィル・ベル、演説学者（* 1819年）
- 1912年 - フランソワ＝アルフォンス・フォーレル、科学者（* 1841年）
- 1913年 - ダーヴィト・ポッパー、チェロ奏者・作曲家（* 1843年）
- 1921年 - アレクサンドル・ブローク、詩人（* 1880年）
- 1929年 - ヴィクター・L・バーガー、アメリカ合衆国下院議員（* 1860年）
- 1933年 - 朴敬元、パイロット（* 1901年）
- 1937年 - 北井正雄、プロ野球選手（* 1913年）
- 1938年 - コンスタンチン・スタニスラフスキー、俳優、演出家（* 1863年）
- 1941年 - ラビンドラナート・タゴール、詩人（* 1861年）
- 1944年 - 原嘉道、政治家（* 1867年）
- 1944年 - アグスティン・バリオス、ギタリスト、作曲家（* 1885年）
- 1945年 - 李グウ、王公族（* 1912年）
- 1950年 - 西村實造、政治家、元埼玉県知事（* 1894年）
- 1951年 - 二反長音蔵、農民・農業技術者（* 1875年）
- 1957年 - オリヴァー・ハーディ、俳優、コメディアン、映画監督（* 1892年）
- 1958年 - ハーバート・オズボーン・ヤードリー、暗号学者、The American Black Chamber著者（* 1889年）
- 1958年 - 田中禎之助、プロボクサー（* 1903年）
- 1959年 - ハインリヒ・メンデルスゾーン、実業家（* 1881年）
- 1963年 - 大島みち子[14]、書簡集『愛と死をみつめて』の著者（* 1942年）
- 1964年 - 島善鄰、農学者（* 1889年）
- 1969年 - ジョゼフ・コズマ、作曲家（* 1905年）
- 1970年 - 内田吐夢、映画監督（* 1898年）
- 1970年 - 加賀山之雄、第2代日本国有鉄道総裁（* 1902年）
- 1972年 - アスパシア・マノス、ギリシャ王アレクサンドロス1世の妻（* 1896年）
- 1974年 - 野平省三、騎手、調教師（* 1900年）
- 1974年 - ヴァージニア・アプガー、小児科医、麻酔科医（* 1909年）
- 1974年 - ロサリオ・カステリャノス、詩人、女優（* 1925年）
- 1977年 - 村山長挙、朝日新聞社社長（* 1894年）
- 1977年 - 樫山欽四郎、哲学者（* 1907年）
- 1983年 - 鈴木安蔵、法学者（* 1904年）
- 1984年 - 長谷川正三、政治家（* 1914年）
- 1985年 - セゲー・ガーボル、数学者（* 1895年）
- 1986年 - 長谷川四郎、政治家（* 1905年）
- 1986年 - ジュリー・チュリス（フランス語版）、登山家（* 1939年）
- 1987年 - 岸信介、政治家、第56・57代内閣総理大臣（* 1896年）
- 1987年 - 松根宗一、実業家、元後楽園スタヂアム・新理研工業会長、元電気事業連合会副会長（* 1897年）
- 1987年 - カミール・シャムーン、政治家、レバノン第9代大統領（* 1900年）
- 1987年 - 種子島時休、大日本帝国海軍技術大佐（* 1902年）
- 1989年 - 小嶋源作、実業家（* 1905年）
- 1989年 - 吉田重延、政治家（* 1909年）
- 1989年 - 伊藤律、日本共産党政治局員（* 1913年）
- 1992年 - 金内吉男、俳優、声優（* 1933年）
- 1992年 - セミー・モズレー、楽器製作者、モズライト創業者（* 1935年）
- 1993年 - 福田篤泰、政治家（* 1906年）
- 1996年 - 村上寅次、教育学者（* 1913年）
- 1996年 - 宮城千賀子、女優、元宝塚歌劇団（* 1922年）
- 1998年 - 砂川重信、物理学者、大阪大学名誉教授（* 1925年)
- 1999年 - ジョン・バン・リン、テニス選手（* 1905年）
- 1999年 - 宮川一夫、映画カメラマン（* 1908年）
- 1999年 - ブライオン・ジェームズ、俳優、声優（* 1945年）
- 2003年 - 伊藤素道、俳優、歌手（* 1928年）
- 2004年 - 柴田吉太郎、映画監督、脚本家（* 1922年）
- 2005年 - 倉持長次 、実業家、元元日本製紙会長（* 1924年）
- 2005年- ピーター・ジェニングス、ニュースキャスター（* 1938年）
- 2006年 - 丹羽基二、民俗学者、苗字・家紋研究家、オリエンタル大学名誉教授、元日本家系図学会会長（* 1919年）
- 2006年 - 国田栄弥、俳優（* 1930年）
- 2007年 - 嶺田則夫[15]、俳優 (* 1941年)
- 2008年 - 重田保夫[16]、元昭和天皇侍従（* 1924年）
- 2008年 - バーニー・ブリルスタイン（英語版）、映画・テレビプロデューサー（* 1931年）
- 2008年 - サイモン・グレイ（英語版）、劇作家、英文学講師（* 1936年）
- 2008年 - アンドレア・ピニンファリーナ (Andrea Pininfarina)、ピニンファリーナ社CEO（* 1957年）
- 2009年 - 田川誠一、政治家（* 1918年）
- 2009年 - ダンコ・ポポヴィチ（英語版）、作家、脚本家（* 1928年）
- 2009年 - マイク・シーガー（英語版）、フォークソング歌手、国際ブルーグラス殿堂（* 1933年）
- 2009年 - タチアナ・ステパ（英語版）、フォークソング歌手（* 1963年）
- 2010年 - 大島靖、官僚、第14代大阪市長（* 1915年）
- 2010年 - 金春信高、能楽師シテ方、金春流79代宗家（* 1920年）
- 2010年 - 寶山左衛門、長唄鳴物演奏家（* 1922年）
- 2010年 - ブリュノ・クレメール、俳優（* 1929年）
- 2011年 - ナンシー・ウェイク、スパイ（* 1912年）
- 2011年 - ヒュー・レオ・ケアリー、政治家、第51代ニューヨーク州知事（* 1919年）
- 2011年 - マーク・ハットフィールド、政治家、元アメリカ合衆国上院議員（* 1922年）
- 2011年 - ハッリ・ホルケリ、政治家（* 1937年）
- 2011年 - ジョー山中、歌手（* 1946年）
- 2012年 - 平田耕也[17]、実業家、平田機工会長（* 1928年）
- 2013年 - アナトリー・ラフリン（ロシア語版）、柔道家、柔道指導者（* 1938年）
- 2013年 - 小川博司、アニメーター、京都精華大学教授（* 1950年か1951年）
- 2013年 - アンソニー・ポーソン、科学者（* 1952年）
- 2014年 - 東中光雄、弁護士、政治家（* 1924年）
- 2014年 - 角南攻、漫画編集者、週刊ヤングジャンプ第2代編集長、ビジネスジャンプ初代編集長（* 1944年）
- 2015年 - フランシス・ケルシー、薬理学者、医師（* 1914年）
- 2015年 - ルイーズ・サグス、プロゴルファー（* 1923年）
- 2015年 - マヌエル・コントレラス、軍人（* 1929年）
- 2015年 - 尉健行、政治家（* 1931年）
- 2016年 - 湯田利典、物理学者、東京大学名誉教授（* 1939年）
- 2016年 - ブライアン・クロウソン、レーシングドライバー（* 1989年）
- 2017年 - 吉原米治、政治家（* 1928年）
- 2017年 - 中島春雄、俳優（* 1929年）
- 2017年 - デイヴィッド・マスランカ、作曲家（* 1943年）
- 2017年 - ドン・ベイラー、元プロ野球選手（* 1949年）
- 2018年 - M・カルナーニディ、政治家、文学者（* 1924年）
- 2018年 - 永田穂[18]、音響設計技師、永田音響設計創立者（* 1925年）
- 2018年 - リチャード・H・クライン、撮影監督（* 1926年）
- 2018年 - 下保昭、日本画家（* 1927年）
- 2018年 - アントン・レームデン（英語版）、画家（* 1929年）
- 2018年 - ロブリー・ウィルソン（英語版）、詩人、作家、編集者（* 1930年）
- 2018年 - ジェラルド・ワインバーグ、作家、心理学教師（* 1933年）
- 2018年 - ドゥミトル・ファルカシュ（英語版）、オーボエ奏者、ターロガトー奏者（* 1938年）
- 2018年 - スタン・ミキタ、プロアイスホッケー選手（* 1940年）
- 2019年 - キャリー・マリス、生化学者（* 1944年）
- 2019年 - 三井義広[19]、弁護士、元日本弁護士連合会副会長、浜松市暴力団追放運動弁護団長（* 1952年）
- 2020年 - 宮井勝成、アマチュア野球指導者（* 1926年）
- 2020年 - レ・カ・フュー、軍人、政治家（* 1931年）
- 2020年 - 荘永明（中国語版）、歴史家、作家（* 1942年）
- 2020年 - ロレンツォ・ソリア（英語版）、ジャーナリスト、実業家、元ハリウッド外国人映画記者協会会長（* 1951年）
- 2020年 - 松谷麗王[20]、ゴスペル・ソウルシンガー（* 1969年）
- 2020年 - マイケル・オジョ（英語版）、バスケットボール選手（* 1993年）
- 2021年 - ジェーン・ウィザース（英語版）、女優（* 1926年）
- 2021年 - ミハ・ヴァン・ヘッケ（イタリア語版）、振付師、劇場監督、ダンサー（* 1944年）
- 2021年 - みなもと太郎、漫画家（* 1947年）
- 2021年 - 劉虹 (ホン・リウ)（英語版）、画家（* 1948年）
- 2021年 - マーキー・ポスト（英語版）、女優（* 1950年）
- 2021年 - デニス・トーマス（英語版）、アルトサックス奏者、フルート奏者（クール&ザ・ギャング）（* 1951年）
- 2021年 - ブラッドリー・アラン（英語版）、武術家、振付師、スタントマン、俳優（* 1973年）
- 2022年 - アナトリー・フィリプチェンコ、宇宙飛行士（* 1928年）
- 2022年 - 成田十次郎、元サッカー選手、指導者（* 1933年）
- 2022年 - デヴィッド・マカルー、歴史家、作家、ピューリッツァー賞受賞者（* 1933年）
- 2022年 - ロジャー・E・モーズリー、俳優（* 1938年）
- 2022年 - エルネスト・カブール、チャランゴ奏者（元ロス・ハイラス）（* 1940年）
- 2022年 - エゼキエル・アレブア（英語版）、政治家、第3代ソロモン諸島首相（* 1947年）
- 2022年 - 鵜島仁文、シンガーソングライター、音楽プロデューサー（* 1966年）
- 2022年 - ビイ・バンデレ（英語版）、小説家、脚本家、映画監督（* 1967年）
- 2022年 - レアンドロ・ロ、ブラジリアン柔術家（* 1989年）
- 2022年 - オマル・ハリド・ホラサニ（英語版）、イスラム主義民兵組織指導者、パキスタン・ターリバーン運動創設メンバー（* 1977年頃）
- 2022年 - ミョー・タント・ペ、外交官、在中国大使（* 生年不詳）
- 2023年 - マリオ・トロンティ（イタリア語版）、哲学者、政治家（* 1931年）
- 2023年 - ウィリアム・フリードキン、映画監督（* 1935年）
- 2023年 - アラシ・バラバニアン（英語版）、女優（* 1940年）
- 2023年 - ニティ・イアオシーウォン、歴史学者（* 1940年）
- 2023年 - エルキン・コライ、ロックミュージシャン（* 1941年）
- 2023年 - ジム・プライス（英語版）、元プロ野球選手（* 1941年）
- 2023年 - 植村裕之、実業家、元三井住友海上火災保険社長（* 1942年）
- 2023年 - ジャン＝ルイ・コーエン（英語版）、建築家、建築史家（* 1949年）
- 2023年 - DJキャスパー（英語版）、ディスクジョッキー（* 1965年）
- 2024年 - マルガレート・メネゴス、映画プロデューサー（* 1941年）
- 2024年 - 田中美津、女性解放運動家、鍼灸師、フェミニスト（* 1943年）
- 2024年 - レボガン・モルーラ、プロサッカー選手（* 1966年）
- 2025年 - ジム・ラヴェル、宇宙飛行士（* 1928年）

## 記念日・年中行事

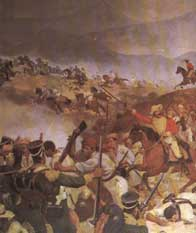
コロンビアのボヤカ戦勝記念日。画像は、ボヤカの戦い(1819)

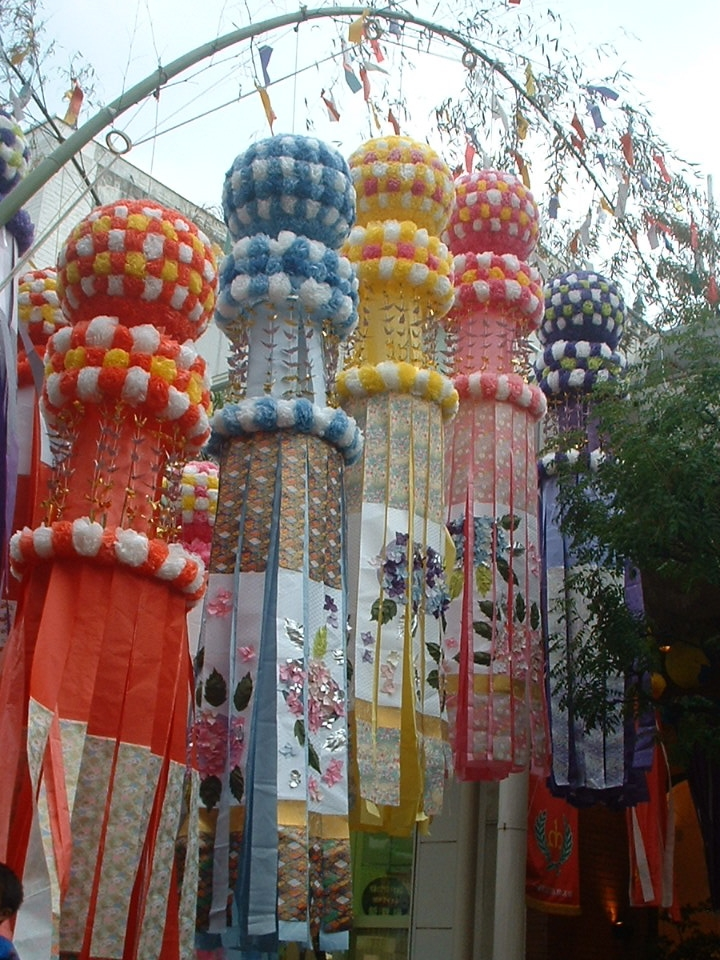
仙台七夕

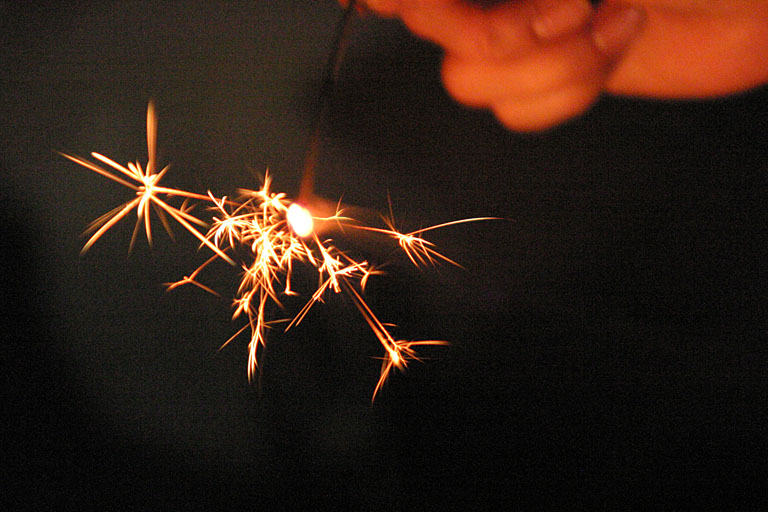
花火人の日、おもちゃ花火の日。画像は線香花火。

- 独立記念日（ コートジボワール）
1960年のこの日、コートジボワールがフランスから独立した。
- ボヤカ戦勝記念日（ コロンビア）
1819年のボヤカの戦いでの勝利を記念する祝日。この勝利によってコロンビアの独立が決定的となった。
- 立秋 （ 日本）※年により異なり、8月8日になることもある。
- 月遅れ七夕 （ 日本）
本来は旧暦7月7日の行事であるが、北日本や九州などでは月遅れのこの日に行われる。
- 鼻の日（ 日本）
「は(8)な(7)」の語呂合せで日本耳鼻咽喉科学会が1961年に制定[21]。
- 花やしきの日（ 日本）
1853年に開園した日本最古の遊園地と言われる「花やしき」が開園160周年を迎えた2013年に制定。日付は「は(8)な(7)」の語呂合わせ[22]。
- 花文化の日（ 日本）
愛知県名古屋市のNPO法人花文化を無形文化遺産に推める会が制定。様々な日本の花文化をユネスコの世界無形文化遺産登録を目指してアピールするのが目的。日付は、「は（8）な（7）」の語呂合わせ[23]。
- 花火人の日（ 日本）
一般社団法人日本花火人協会が制定。花火文化の発展と振興、社会教育の推進が目的。日付は8月7日を8（は）、7（な）、日（び）と読む語呂合わせから。同協会では花火に関する知識を身につけた人「花火人（はなびじん）検定」を行う[24]。
  - おもちゃ花火の日（ 日本）
公益社団法人日本煙火協会が制定。花火の中でも手軽に楽しめる線香花火やススキ花火、ねずみ花火などの「おもちゃ花火」をもっと多くの人に遊んでもらうとともに、マナーの向上を図るのが目的。日付は8月7日で「ハ（8）ナ（7）ビ（日）」と読む語呂合わせから[25]。
- はなまるうどんの日 （ 日本）
2000年に讃岐うどんの本場の香川県高松市で創業した株式会社はなまるが制定。讃岐うどんやセルフうどんの美味しさ、楽しさなどを広く情報発信するのが目的。日付は8と7で「はなまる」の「は（8）な（7）」と読む語呂合わせから[26]。
- 花泡香の日（ 日本）
兵庫県西宮市に本社を置く酒造メーカーの大関株式会社が制定。日本酒「花泡香」（ハナアワカ）の美味しさをより多くの人に知ってもらうのが目的。日付は8と7で「花泡香」の「ハ（8）ナ（7）」と読む語呂合わせから[27]。
- バナナの日（ 日本）
「バ(8)ナナ(7)」の語呂合せで日本バナナ輸入組合が制定[28]。
  - 東京ばな奈の日（ 日本）
株式会社グレープストーンが制定。同社の代表的なお菓子「東京ばな奈」をお土産として選んでいる人に日頃の感謝の気持ちを伝えるのが目的。日付は8と7で「バ（8）ナナ（7）」の語呂合わせから[29]。
- パートナーの日（ 日本）
2009年に専任のコンシェルジュ制度など、さまざまな結婚情報サービスを展開するタメニー株式会社が制定。「パートナー」の存在の大切さをより多くの人に認識してもらうことが目的。日付は、この日が8と7で『パー(8)とナー(7)』と読める語呂合わせから[30]。
- RAINBOW RIBBON DAY（ 日本）
大阪府大阪市の辻尾ゆみ子氏が制定。RAINBOW RIBBONとは、保護された犬や猫と里親の関係を、虹色のリボンで結びついた希望の架け橋に例えたもので、命の大切さを伝え、里親への譲渡が進むことを願う日。日付は、リボンの形の8と、七色の7を表している[31]。
- 機械の日（ 日本）
日本機械学会が2006年に制定。“機械”の意義や役割を広く社会と共に考え、人間と機械のふさわしい関係を模索する[32]。
- 施餓鬼（ 日本）
神奈川県藤沢市の浄土宗二伝寺で毎年8月7日に行われる、飢えと渇きに苦しむ餓鬼に施しをする法要[33]。なお、一般的に施餓鬼は特定の月日に行われるものではない。